# Cyberguerre russo-ukrainienne
Pour un article plus général, voir Guerre russo-ukrainienne.

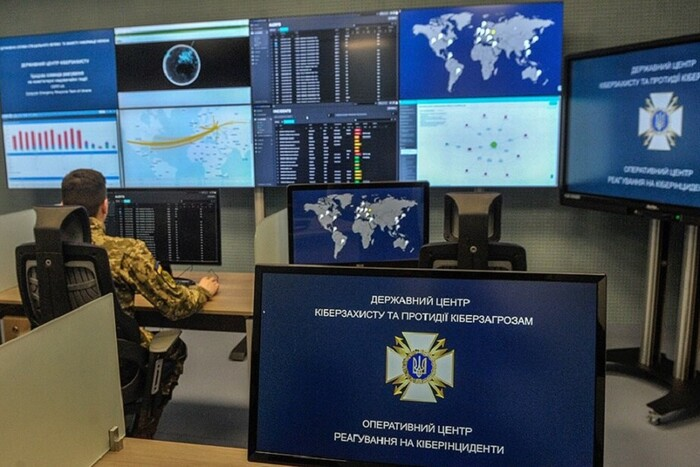
Cyberguerre en Ukraine.

La cyberguerre russo-ukrainienne est une composante de la confrontation entre la Russie et l'Ukraine depuis l'effondrement de l'Union soviétique en 1991. La maskirovka, à savoir la désinformation et l'ingérence étrangère, fait en effet partie de la doctrine militaire russe. Alors que les premières attaques contre les systèmes d'information d'entreprises privées et d'institutions publiques ukrainiennes sont enregistrées lors de manifestations de masse en 2013  (l'Euromaïdan), la cyberarmée russe Uroburos existe depuis 2005. La cyberguerre russe s'est poursuivie avec le piratage du réseau électrique ukrainien à Noël 2015 et à nouveau en 2016, la paralysie du Trésor public ukrainien en décembre 2016, une attaque de masse de la chaîne d'approvisionnement en juin 2017 (cyberattaque NotPetya) et des attaques contre les sites Web du gouvernement ukrainien en janvier 2022 (cyberattaque de 2022 en Ukraine).

## Histoire
La cyberguerre russo-ukrainienne est une composante de la confrontation entre la Russie et l'Ukraine depuis l'effondrement de l'Union soviétique en 1991. La cyberarmée russe Uroburos existe depuis 2005. Cependant, les premières attaques contre les systèmes d'information des entreprises privées et des institutions publiques ukrainiennes sont enregistrées lors de manifestations de masse en 2013 (l'Euromaïdan). La même année l'opération Armageddon est lancée, il s'agit d'une campagne russe de cyberespionnage systématique sur les systèmes d'information des agences gouvernementales, des forces de l'ordre et des agences de défense, censée aider la Russie sur le champ de bataille.
Entre 2013 et 2014, certains systèmes d'information d'agences gouvernementales ukrainiennes sont touchés par un virus informatique connu sous le nom de Turla (en)/Snake/Uroborus. En février-mars 2014, lorsque les troupes russes envahissent la Crimée, des centres de communication sont attaqués et les câbles à fibres optiques de l'Ukraine  trafiqués, coupant la connexion entre la péninsule et l'Ukraine continentale. De la même manière, dans la région du Donbass, le trafic Internet entrant ou sortant des républiques séparatistes autoproclamées de Donetsk et de Lougansk est progressivement re-routé vers la Russie. De plus, les sites Web, les informations et les médias sociaux du gouvernement ukrainien sont fermés ou ciblés par des attaques par déni de service (DDoS), tandis que les téléphones portables de nombreux parlementaires ukrainiens sont piratés ou bloqués. Des experts ukrainiens déclarent également le début d'une cyberguerre avec la Russie. Les entreprises de cybersécurité commencent à enregistrer une augmentation du nombre de cyberattaques sur les systèmes d'information en Ukraine. Les cyberattaques russes visent des agences gouvernementales de l'Ukraine, de l'Union européenne, des États-Unis, des agences de défense, des organisations politiques et de défense internationales et régionales, des groupes de réflexion, des médias et des dissidents. En 2015, les chercheurs identifient deux groupes de pirates informatiques russes actifs dans la cyberguerre russo-ukrainienne : le soi-disant APT29 (également connu sous le nom de Cozy Bear, Cozy Duke) et APT28 (également connu sous le nom de Sofacy Group, Tsar Team, Pawn Storm, Fancy Bear).
Dès le début de l'invasion russe en 2022, les attaques cyber ont été régulières mais sans impact majeur malgré les annonces et rumeurs de cyberopérations d'envergure à venir.

## Cyberattaques

### Cyberattaques russes
- Opération Armageddon, 2013[3].
- Opération Snake, février 2014[9],[10],[11].
- Attaques contre le système automatisé « Elections », juin 2014[12],[13].
- Piratage du système énergétique ukrainien, décembre 2015. Attaques utilisant le virus cheval de Troie BlackEnergy contre des sociétés énergétiques en Ukraine qui fournissent de l'énergie aux régions de Kiev, Ivano-Frankivsk et Tchernivtsi[14],[15]. Il s'agit de la première cyberattaque réussie sur un réseau électrique[14].
- Deuxième piratage du réseau électrique ukrainien, décembre 2016 avec un blackout de Kyiv et sa région[16],[17],[18],[13]. L'attaque est attribuée au groupe Sandworm, qui a utilisé le logiciel malveillant Industroyer[18]. Ce logiciel se base sur des protocoles industriels légitimes, comme l'IEC 65850, pour arrêter les sous-stations électriques[19],[20].
- Paralysie du Trésor public d'Ukraine, décembre 2016[21].
- Cyberattaque NotPetya de 2017, attaque de masse de la chaîne d'approvisionnement des hackers, juin 2017 utilisant le virus Petya[22]. Selon l'administration présidentielle américaine, cette attaque représente la plus grande attaque de pirates informatiques connue[23].
- Cyberattaque de 2022: le 14 janvier 2022, des attaques ont lieu contre certains sites du gouvernement ukrainien, un jour après l'échec des négociations américano-russes sur l'avenir de l'Ukraine au sein de l'Organisation du traité de l'Atlantique nord (OTAN)[24],[25]. Les sites piratés par le virus Whispergate affichent le message "Ukrainiens, prenez peur, et préparez vous au pire"[26].
- Après l'invasion russe de l'Ukraine en 2022, plusieurs sites Web gouvernementaux et bancaires ukrainiens majeurs sont atteints. Les services de renseignement américains attribuent les attaques à des assaillants russes, bien que le gouvernement russe nie toute implication[27].
- Le 10 mai 2022, l'Union européenne, les États-Unis et le Royaume-Uni accusent collectivement la Russie d'être à l'origine d'une cyberattaque ayant eu lieu en février 2022 et ayant conduit à la panne du réseau internet du satellite KA-SAT. Ce satellite, opéré par des entreprises européennes et américaines, permettait à des citoyens ukrainiens et européens d'avoir accès à internet[28],[29].
- Le 5 avril 2022, le Service spécial des communications de l’État ukrainien alertait sur des piratages par le biais de Telegram[30]. Le 12 avril 2022, le même service annonçait une tentative de piratage russe contre des installations électriques[31]. Au 9 avril 2022, Victor Zhora, du Service spécial des communications, dénombrait plus de 200 cyberattaques[32] dont plus de la moitié étaient des tentatives de vol d'informations et d'infection par malware.

### Cyberattaques ukrainiennes
- Opération Prikormka, mai 2016[33],[34].
- Opération « 9 mai », 2016 (9 piratages réussis des sites de la république populaire de Donetsk, ainsi que des sites russes de propagande anti-ukrainienne et des ressources de sociétés militaires privées russes[35],[36],[37],[38],[39].
- Attaque de la chaîne « Pervy Kanal », juin 2016 (piratage du serveur corporatif du « canal TV 1 » russe par la Cyber Alliance Ukrainienne des hackers FalconsFlame, Trinity et Rukh8[40],[41]).
- Fuites de Surkov, octobre 2016, fuite de 2 337 e-mails et de centaines de pièces jointes révélant les plans pour la prise de la Crimée et pour fomenter des troubles séparatistes dans le Donbass (documents datés entre septembre 2013 et décembre 2014[42]).
- L'armée informatique d'Ukraine est créée par Mykhailo Fedorov, premier vice-premier ministre et ministre de la transformation numérique, le 25 février 2022. L'effort est lancé lors de l'invasion russe de l'Ukraine en 2022. L'objectif principal est la cyberguerre contre la Russie. Fedorov demande l'aide d'un cyber-spécialiste et tweete un télégramme comprenant une liste de 31 sites Web d'entreprises et d'organisations étatiques russes[43].
- Le 28 mars 2022, l'opérateur ukrainien UkrTelecom a subi une baisse de connectivité brutale de 80% attribuée par le service d’État ukrainien chargé de la sécurité informatique à une cyberattaque en provenance de Russie[44].
- Le compte d'un blogueur russe qui récoltait de l'argent pour équiper les soldats est piraté. Au lieu de recevoir des drones, il reçoit des sex-toys pour un montant de 23 000 euros[45].

### Cyberattaques d'opposants biélorusses
Les opposants biélorusses espèrent que l’affaiblissement de Poutine dans la guerre contre l'Ukraine favorisera le renversement du régime d’Alexandre Loukachenko.
En janvier 2022, pour perturber les manœuvres russes préliminaires à l’invasion de l’Ukraine, des pirates informatiques biélorusses du groupe Cyber Partisans (en) infectent le réseau de la compagnie ferroviaire publique de leur pays. Ils auraient crypté ou détruit des bases de données destinées à contrôler le trafic, les douanes et les gares. Plutôt que d’utiliser leur ransomware pour exiger de l’argent, le groupe déclare qu’il remettrait les ordinateurs en fonctionnement à deux conditions : le retrait des soldats russes de Biélorussise et la libération de cinquante prisonniers politiques qui ont besoin de soins médicaux.